# Digby Neck
Digby Neck är en udde i Kanada.   Den ligger i provinsen Nova Scotia, i den sydöstra delen av landet, 800 km öster om huvudstaden Ottawa.
Terrängen inåt land är platt. Trakten är glest befolkad. Närmaste större samhälle är Tiverton, 15,8 km sydväst om Digby Neck. 